# 1788 Kiess
1788 Kiess là một tiểu hành tinh được phát hiện tại ở Đài thiên văn Goethe Link gần Brooklyn, Indiana bởi Chương trình tiểu hành tinh Indiana.